# Capsicum longidentatum
Capsicum longidentatum es una especie del género Capsicum de las solanáceas, originaria de los estados de la región noreste de Brasil de Catinga donde se encuentra silvestre y es endémico. Fue descrito por vez primera por Gloria E. Barboza & María Agra en (Brasil, Catinga)

A la fecha de esta edición (31 de diciembre de 2015), la comunidad científica internacional aún no ha aceptado el Capsicum longidentatum como una nueva especie, y está catalogado como « unresolved. ».

## Características
Capsicum longidentatum es un arbusto de 1,5 a 4,0 metros de altura. Los tallos tienen una escasa ramificación, son grisáceos, frágiles y con rayas. Las ramas viejas son sin pelo, mientras las más jóvenes son densamente ramificadas con tricomas. Las hojas van en parejas o individualmente. La hoja es de dos a 2.5 veces más largo que ancho, de entre 3,5 a 5,4 centímetros de largo y de 1,5 a 2,5 centímetros de ancho. Su forma es ovoide, es membranosa, un poco descolorida y en ambos lados (sobre todo en la parte inferior) densamente peluda con tricomas ramificados. El pecíolo es de 0,5 a 1,5 centímetros de largo.
Las flores se presentan en grupos de dos a cuatro flores (raramente también de forma individual). Los pedúnculos se suspenden en el apogeo, pero no en forma de rodilla doblada. Son de 0,8 a 2,1 cm de largo y son peludas con tricomas ramificados. Los brotes son elípticos de color verde a blanco verdoso.
El cáliz es verde y grueso cubierto densamente con tricomas ramificados. El tubo de la corola es de 2 a 5 milímetros de largo con cinco llamativos dientes que forman una línea casi igual de largo de 5,0 a 8,5 milímetros. La corola es en forma de estrella y los lóbulos de entre 6,0 a 7,2 milímetros de largo. El exterior es de color blanco puro, blanco por dentro con dos pálidas manchas amarillas o amarillo-verdosas en la base de cada y pequeñas tricomas glandulares. El lóbulo de la corola son de entre 3,3 a 3.6 milímetros casi tan largo como el tubo de la corola. Son 2,0 a 2,5 mm de ancho y son de forma triangular amplia y provistos de una punta en forma de capuchón. La punta y los bordes laminados de la corola son densamente peludos.
Los estambres son de color blanco verdoso y de 1,25 a 2,0 milímetros de largo. Las anteras son de color crema amarillento, su longitud es de 2,0 a 2,5 mm. El tejido que conecta la base de los estambres con la corona es de aproximadamente 2; mm de largo. El ovario es de color verde pálido, en forma de huevo y mide de 2 mm de largo a 1.3 mm de ancho. El estilo también es de color verde pálido, extendiéndose hacia la punta y es de 4,6-4,8 mm de largo. Lleva un estigma ligeramente bilobulado de color blanco verdoso. El período de floración se extiende de diciembre a abril.
Los frutos maduran de enero a abril. Son bayas esféricas que están aplanadas ligeramente en la parte superior y alrededor de 7,5 a 9,5 milímetros de largo y de 7,5 a 9,5 milímetros de ancho. En un principio son de color verde, pero de color amarillo en la madurez. Los tallos del fruto también están colgando en la madurez. La copa está aplanada y el disco resistente a la fruta. Su margen es entero o puede desgarrarse fácilmente. El pericarpio tiene un sabor dulce y no contienen células muertas. Los frutos tiene de 5 a 15 semillas y raramente pueden formar 17. Estas son de color amarillo-marrón y de 2,5 a 2,8 mm de ancho; y de 3,0-3,7 milímetros de largo. La pared de la semilla es gruesa y provista de excrecencias vertebrales. Las minas están en el borde de la semilla más profundo que en el centro y tienen curvas, paredes celulares gruesas.

## Hábitat
La especie crece endémica en los estados nororientales brasileños, sobre todo en Bahia, y Pernambuco en altitudes de 100 a 775 metros en el arbolado de Catinga. La mayor parte se encuentran en el borde de los bosques abiertos, espinosos y secos de Caatinga , donde hay afloramientos de granito. También se los encuentra en los bosque en galería de las pequeñas corrientes fluviales.

## Taxonomía
Capsicum longidentatum fue descrita en 2011 por Gloria E. Barboza & María Agra mediante un espécimen, que se recogió en junio de 2006 y el trabajo fue publicado en « Systematic Botany 36(3): 769–771, figs. 1, 2. 2011. (Syst. Bot.) »
Citología
- El número cromosómico del género Capsicum es de 2n=24, pero hay algunas especies silvestres con 26 cromosomas entre ellas C. cornutum que tiene 13 parejas de cromosomas (otros capsicum tienen 12)[6][7]

Etimología
Capsicum: neologismo botánico moderno que deriva del vocablo latino capsŭla, ae, ‘caja’, ‘cápsula’, ‘arconcito’, diminutivo de capsa, -ae, del griego χάψα, con el mismo sentido, en alusión al fruto, que es un envoltorio casi vacío. En realidad, el fruto es una baya y no una cápsula en el sentido botánico del término.
longidentatum: epíteto latino, que significa "con largos dientes" debido a los dientes visibles que presenta en los pétalos del cáliz de la flor, que son los más largos observados dentro del género Capsicum.